# Marshall Allman

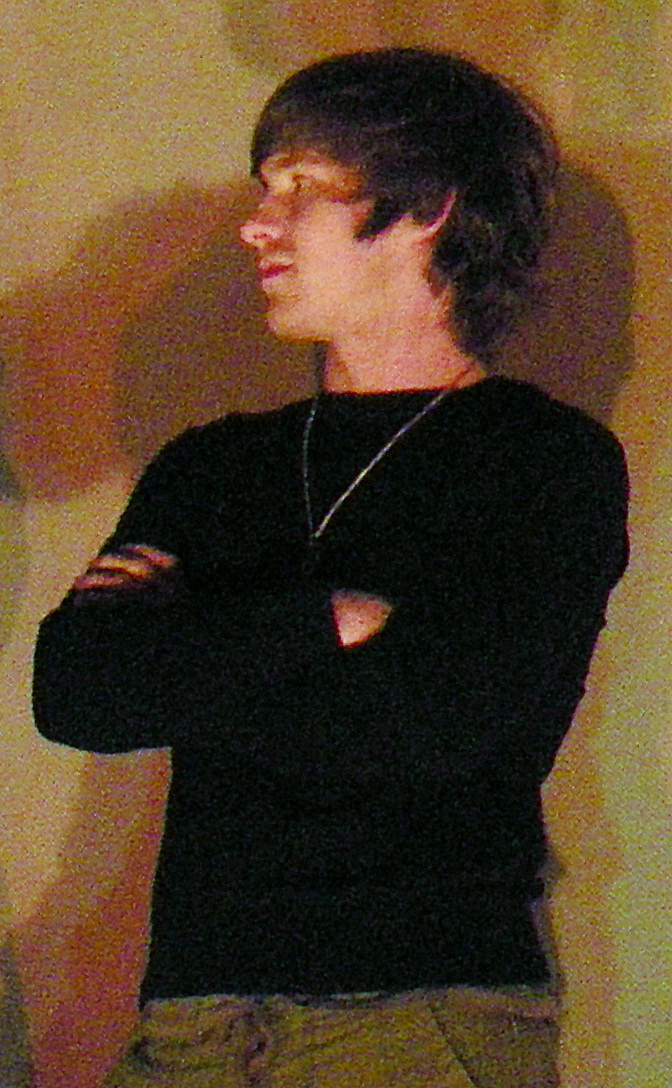
Marshall Allman

Marshall Scot Allman (* 5. April 1984 in Austin, Texas) ist ein US-amerikanischer Schauspieler.

## Leben
Bekannt wurde Allman durch seine Rolle des L. J. Burrows in der FOX-Serie Prison Break. Außerdem hatte er noch Gastauftritte bei Boston Public, Without a Trace – Spurlos verschwunden, Phil aus der Zukunft, Malcolm mittendrin, Practice – Die Anwälte, Die Ex-Freundinnen meines Freundes, Dishdogz, Shallow Ground und Hostage – Entführt.
Seit dem 17. Juni 2006 ist er mit der US-amerikanischen Schauspielerin Jamie Anne Allman verheiratet.

## Filmografie
- 2003: Without a Trace – Spurlos verschwunden (Without a Trace, Fernsehserie, Folge 2x02 …und vergib uns unsere Schuld)
- 2003: Married to the Kellys (Fernsehserie, Folge 1x01)
- 2003: Threat Matrix – Alarmstufe Rot (Threat Matrix, Fernsehserie, Folge 1x04)
- 2003: Boston Public (Fernsehserie, Folge 4x04)
- 2003: Malcolm mittendrin (Malcolm in the Middle, Fernsehserie, Folge 5x04)
- 2004: Practice – Die Anwälte (The Practice, Fernsehserie, Folge 8x11)
- 2004: Shallow Ground
- 2004: Die Ex-Freundinnen meines Freundes (Little Black Book)
- 2005: Hostage – Entführt (Hostage)
- 2005: Phil aus der Zukunft (Phil of the Future, Fernsehserie, Folge 1x19)
- 2005: Starcrossed (Kurzfilm)
- 2005: Sweet Pea (Kurzfilm)
- 2005: Dishdogz
- 2005–2008: Prison Break (Fernsehserie, 26 Folgen)
- 2006: Close to Home (Fernsehserie, Folge 1x22)
- 2007: Cold Case – Kein Opfer ist je vergessen (Cold Case, Fernsehserie, Folge 4x12 Fight Club)
- 2007: CSI: Vegas (CSI: Crime Scene Investigation, Fernsehserie, Folge 7x18 Ihr letzter Tanz)
- 2007: A Day with the Urns (Kurzfilm)
- 2007: Saving Grace (Fernsehserie, Folge 1x04)
- 2007: Prey 4 Me
- 2008: Ghost Whisperer – Stimmen aus dem Jenseits (Ghost Whisperer, Fernsehserie, Folge 3x11 Die Verehrerin)
- 2008: Grey’s Anatomy (Fernsehserie, Folge 4x16 Freiheit – Teil 1)
- 2008: Winged Creatures (Fragments)
- 2008: The Closer (Fernsehserie, Folge 4x03)
- 2008: Law & Order: Special Victims Unit (Fernsehserie, Folge 10x02 Angeboren)
- 2008: Eli Stone (Fernsehserie, 2 Folgen)
- 2009: The Immaculate Conception of Little Dizzle
- 2009: Life (Fernsehserie, Folge 2x11)
- 2009: Sons of Terror – Das Böse im Menschen (Anytown)
- 2009: Love After Life (Kurzfilm)
- 2009: Mad Men (Fernsehserie, Folge 3x10 Die Farbe Blau)
- 2009: It’s Always Sunny in Philadelphia (Fernsehserie, Folge 5x12)
- 2010: Men of a Certain Age (Fernsehserie, Folge 1x05)
- 2010: The Defenders (Fernsehserie, Folge 1x06)
- 2010–2011: True Blood (Fernsehserie, 22 Folgen)
- 2011: CSI: Miami (Fernsehserie, Folge 10x07 Einer wird gewinnen)
- 2012: Jayne Mansfield’s Car
- 2012: Blue Like Jazz
- 2012: Justified (Fernsehserie, 2 Folgen)
- 2012: Sons of Anarchy (Fernsehserie, Folge 5x05)
- 2013: Boom! – Sex mit der Ex (The Bounceback)
- 2013: Sugar
- 2013: Longmire (Fernsehserie, Folge 2x10)
- 2013: Filthy Preppy Teen$ (Fernsehfilm)
- 2014: Obituaries (Kurzfilm)
- 2015: Ken Jeong Made Me Do It (Fernsehfilm)
- 2015: A Year and Change
- 2015: Aquarius (Fernsehserie, 3 Folgen)
- 2015: IZombie (Fernsehserie, Folge 2x02)
- 2016: Hawaii Five-0 (Fernsehserie, Folge 6x13 Mein liebster Feind)
- 2016: Quantum Break (Fernsehserie, 4 Folgen)
- 2016: Bates Motel (Fernsehserie, 4 Folgen)
- 2016: Six LA Love Stories
- 2016: Rosewood (Fernsehserie, Folge 2x08)
- 2016: Humans (Fernsehserie, 5 Folgen)
- 2017: Chance (Fernsehserie, Folge 2x10)
- 2018: Navy CIS (Navy NCIS, Fernsehserie, Folge 15x11 Zwei vom selben Holz)
- 2018: Thunder Road
- 2019: For the People (Fernsehserie, Folge 2x06)
- 2020: The Wolf of Snow Hollow